# Juan Pedro de Miguel
Juan Pedro de Miguel Rubio (Madrid, 13 de enero de 1958-Playa de San Juan, 12 de agosto de 2016) fue un balonmanista internacional español que jugó como portero, entre otros, en los equipos Calpisa Alicante, Atlético de Madrid y F. C. Barcelona.

## Biografía
Nacido en Madrid, se trasladó con su familia a la ciudad alicantina de Elda con once años. Comenzó allí sus primeros pasos como jugador infantil de balonmano hasta que se incorporó al Calpisa de Alicante como portero y siguió después su carrera profesional en el Atlético de Madrid y el Barcelona. Con el Calpisa ganó la Recopa de Europa, la Liga y la Copa del Rey. Después fichó por el Atlético de Madrid (1980) y dos años más tarde lo hizo por el F. C. Barcelona. Jugó con la selección española de balonmano absoluta en noventa y tres ocasiones, fue diploma olímpico en las Olimpiadas de Moscú de 1980 (quinta posición) y participó también en la de Los Ángeles (1984). Falleció repentinamente de un infarto.